# Limited Black Clouds and Underdogs Edition - EP
Limited Black Clouds and Underdogs Edition es el tercer EP de Fall Out Boy es una versión Limitada del álbum, fue lanzado titulado From Under the Cork Tree (Limited Black Clouds and Underdogs Edition). Esta consistió en un total de 18 pistas, las primeras 13 de From Under the Cork Tree. Las 3 nuevas canciones y 2 remixes de baile son los siguientes y en este orden:

## Lista de canciones
- Snitches and Talkers Get Stitches and Walkers - 2:50
- The Music or the Misery - 3:28
- My Heart Is the Worst Kind of Weapon [Demo] - 3:22
- Sugar, We're Goin Down [ Patrick Stump Remix] - 4:00
- Dance, Dance [Lindbergh Palace Remix] - 3:28